# 연합기동부대 150
연합기동부대 150(Combined Task Force 150 (CTF-150))은 항구적 자유 작전 - 아프리카의 뿔을 수행하면서, 해상 보안 및 대테러리즘을 목적으로 하는 NATO 및 비 NATO 동맹국가의 다국적 연합 임무대이다.

## 참가국
- 미국 해군 - 가장 큰 비중을 가지고 있다.
- 덴마크 해군
- 스페인 해군
- 싱가포르 해군
- 영국 해군
- 오스트레일리아 해군
- 이탈리아 해군
- 캐나다 해군
- 태국 해군
- 튀르키예 해군

## 같이 보기
- 연합기동부대 151 - 대해적
- 연합기동부대 152 - 걸프 만, 오만만, 인도양 해상 보안
- 연합기동부대 158 - 이라크